# Eparchia di Plovdiv
L'eparchia di Plovdiv (in bulgaro: Пловдивска епархия) è un'eparchia della chiesa ortodossa bulgara.

## Territorio
L'eparchia ha sede nella città di Plovdiv, in Bulgaria, dove si trova la cattedrale della Dormizione di Maria. L'eparchia conta 470 chiese ed è divisa in nove vicariati: Plovdiv, Asenovgrad, Haskovo, Pazardžik, Panagjurište, Karlovo, Smoljan, Ivajlovgrad, Peštera.

## Storia
Plovdiv, nota con il nome greco di Filippopoli, è stata sede di un'antica metropolia del patriarcato ecumenico di Costantinopoli, Filippopoli di Tracia, il cui primo vescovo storicamente conosciuto è Eutichio, attestato nella prima metà del IV secolo. La metropolia di Filippopoli ebbe una serie ininterrotta di prelati fino al termine della prima guerra mondiale, quando la sede fu soppressa de facto a causa della fine della presenza greco-ortodossa nella città e nella regione.
L'eparchia della Chiesa ortodossa bulgara sorse nella seconda metà dell'Ottocento, in concomitanza con il risveglio nazionale bulgaro e poco prima della fondazione dell'esarcato bulgaro. Il metropolita Paisio, del patriarcato di Costantinopoli, divenne metropolita di Filippopoli il 15 novembre 1857; il 9 novembre 1860 Paisio annunciò di lasciare il patriarcato e di aderire alle istanze di autonomia della Chiesa bulgara di Plovdiv. Il 25 febbraio 1861, il patriarca di Costantinopoli lo depose, ma il 12 marzo la comunità bulgara di Plovdiv annunciò la separazione della metropolia dal patriarcato e la nascita di una nuova sede episcopale, con a capo lo stesso Paisio. Da questo momento coesistettero per alcuni decenni due sedi episcopali: la sede storica, unita al patriarcato (fino al 1925), e la sede bulgara, annessa all'esarcato.

## Cronotassi
- Paisio † (12 marzo 1861 - 15 aprile 1861 esiliato)
- Panareto † (1868 - 26 novembre 1883 deceduto)
- Natanaele † (24 marzo 1891 - 18 settembre 1906 deceduto)
- Massimo † (1º ottobre 1906 - 1º marzo 1938 deceduto)
- Cirillo † (29 maggio 1938 - 31 dicembre 1968 deceduto)
- Barlaam † (9 marzo 1969 - 13 novembre 1986 deceduto)
- Arsenio † (8 febbraio 1987 - 13 ottobre 2006 deceduto)
- Nicola, dal 4 febbraio 2007